# Файда Григорій
Григорій Файда (псевдо: «Бомба») (нар. 25 жовтня 1913, с. Ситихів, Жовківський район, Львівська область — пом. ?1945 ймовірно, Китай) — активний діяч ОУН, учасник нападу на пошту в місті Городку 30 листопада 1932. Представник ОУН в Маньчжурії.

## Життєпис
Народився 25 жовтня 1913 у селі Ситихів Жовківського району, Львівської області. Закінчив філію Академічної гімназії у Львові.
Активний член ОУН, належав до вишкільної групи Михайла Колодзінського.

### Напад на пошту в Городку

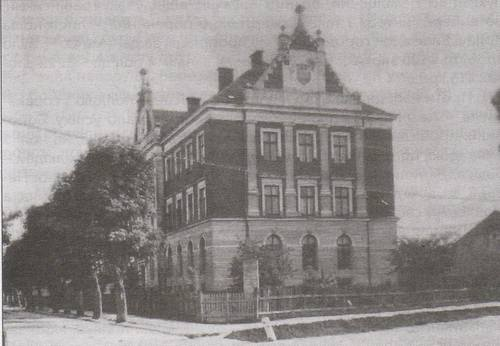
Пошта в Городку

30 листопада 1932 Григорій Файда взяв участь у нападі боївки ОУН на польську пошту в місті Городку.
26 листопада у Львові відбулась нарада за участю крайового провідника ОУН Богдана Кордюка, а також Романа Шухевича і Миколи Лебедя. Під час наради для участі у нападі було обрано 12 бойовиків ОУН із різних місцевостей: Юрій Березинський — керівник групи, а також Дмитро Данилишин, Василь Білас, Маріян Жураківський, Петро Максимців, Степан Долинський, Степан Куспісь, Степан Мащак, Володимир Старик, Григорій Файда, Степан Цап та Григорій Купецький.
У середу 30 листопада бойовики рівно о 16:55 із двох різних боків вулиці наблизилися до будинку пошти та увійшли до неї, надяшнувши на обличчя маски. Нападники розбилися на чотири групи: одні увійшли до приміщення пошти, другі мали на меті виключно касу, третя група блокувала телефонні апарати, четверта залишилася в коридорі для прикриття.
Але напад склався невдало. Несподіванкою для бойовиків стало те, що всі поштові службовці, колишні вояки легіону Пілсудського, всупереч інструкціям мали при собі револьвери. Щойно бойовики зайшли до залу і запропонували всім підняти руки догори, на них посипалися постріли, а двері каси замкнулися. За іншими даними, першим стріляти почав саме Юрій Березинський, який контролював п'ять працівників пошти. Не витрачаючи часу, Дмитро Данилишин вистрілив кілька разів у двері каси, вибив вікно, через яке видавалися гроші, а Василь Білас через це вікно проник до каси і забрав гроші. Після цього Василь Білас та Дмитро Данилишин негайно вибігли з будинку, давши умовлений знак бойовикам, що слід відступати.
Але й тут усе склалося не так, як очікувалося. Коли бойовики вибігали з пошти, в них стали стріляти з будинків, розташованих біля поштового будинку. Тому довелося відбиватися й на вулиці.
Під час акції загинули Юрій Березинський та Володимир Старик. Маріян Жураківський, а також бойовики Степан Куспісь, Дмитро Данилишин, Степан Мащак та Григорій Купецький отримали поранення в руки та ноги.

### В Маньчжурії

Корабель «Каторі Мару», на якому дісталися до Японії Григорій Купецький, Григорій Файда та Михайло Гнатів

За дорученням ОУН відбув до Маньчжурії у 1937 разом із Михайлом Гнатівим та керівником групи Григорієм Купецьким. Основне завдання — налагодити співпрацю з командуванням японської армії задля спільної боротьби проти СРСР, у розвалі якого Японія була зацікавлена. Відпливли з Неаполя на кораблі «Каторі Мару» курсом на Йокогаму. Подорож тривала близько шести тижнів — через Суецький канал та Індійський океан. У порту Йокогама їх зустрів генерал Угая.
27 листопада 1937 року Григорій Файда разом з товаришами прибув до столиці Маньчжурії міста Чанчунь, а звідти — до Харбіна. Там вдалось налагодити зв'язки з місцевими українцями та групою українських націоналістів, що діяла в Харбіні під керівництвом Романа Корди (Федоріва). Включився в роботу Української національної колонії, що складалася з українців, депортованих на Далекий Схід іще за часів царату й утікачів із СРСР.
Пропав у Китаї у 1945, ймовірно знищений агентами НКВС.